# Sugarcult
Sugarcult est un groupe de pop punk originaire de Santa Barbara, en Californie.

## Biographie

### Débuts (1998–2003)
Tim connaitra l'ancien batteur Ben Davis à l'école durant une pause. Ben (qui a ensuite joué de la basse) et Tim commencent à jouer ensemble jusqu'à ce que Tim invite Airin Older, un camarade de classe, à rejoindre le groupe. Ben fait alors ses débuts à la batterie et Airin à la basse. Marko 72 est intégré dans le groupe après avoir rencontré Tim en coulisse après un concert de Superdrag. Ces deux derniers se sont apparemment rencontrés car Tim portait un costume qui ressemblait à celui de Marko durant le spectacle. Tim demanda alors à  Marko de joindre le groupe avant même avoir entendu une seule note de Marko à la guitare.
Le groupe de Tim, Sugarcult, tient apparemment son nom d'un groupe de lesbiennes qui habitait près de chez lui lorsqu'il était plus jeune. Tim souffre de problèmes d'audition (acouphène) dus aux enceintes sur scène lors des concerts. À cause de son acouphène, Tim porte des protections auditives (également connues sous le nom de « boules Quies ») sur scène tout comme les autres membres. Tim était proche de l'ancien batteur Ben Davis, et écrit le morceau Champagne par rapport à son addiction lorsqu'il est forcé à quitter le groupe. Le vrai nom de Marko est De Santis, il est aussi l'un des plus fréquents photographes du groupe. Il a de plus un fils nommé London De Santis. Après avoir quitté Sugarcult, Ben Davis réalise des albums solo.

### Autres albums (2004–2008)
En 2004, Sugarcult joue en soutien à Green Day pour leur tournée American Idiot, et participe au Vans Warped Tour la même année. Toujours en 2004, le groupe publie son nouvel et deuxième album, Palm Trees and Power Lines. Il est intitulé comme cela en rapport avec la Californie où le groupe vit ; l'horizon est composé de palmiers et de lignes directrices (Palm Trees & Power Lines). Sur la couverture de Palm Trees and Power Lines, quelques pièces du paysage californien peuvent être vues au dernier plan, telles qu'un magasin de boissons alcoolisées, lequel Pagnotta visite lors du documentaire Back to the Disaster.
En 2006, le groupe sort le 12 septembre leur dernier album intitulé "Lights out" . Egalement cette même année ,Le single "Do it alone" ayant connu un certain succès, apparait dans le film "Employee of the month"

### Concerts occasionnels (depuis 2009)
Le groupe passe l'année 2009 en pause pour se consacrer au dixième anniversaire du groupe et d'autres projets parallèles. À la fin 2010, ils annoncent deux concerts au Royaume-Uni puis une apparition au Groezrock à la fin avril. Sugarcult (et le batteur Ben Davis) joue au Chain Reaction d'Anaheim, en Californie, le 10 décembre 2011, pour célébrer le dixième anniversaire de l'album Start Static.
Le groupe jouera le 14 mai 2017 au Fonda Theatre,.

## Membres

### Membres actuels
- Tim Pagnotta – chant, guitare rythmique (depuis 1998)
- Airin Older – guitare basse, chœurs (depuis 1998)
- Marko DeSantis – guitare solo (depuis 1998)
- Kenny Livingston – batterie (depuis 2003)

### Ancien membre
- Ben Davis – batterie, chœurs (1998–2003, 2011)

## Discographie

### Singles
| Année | Titre                  | Album                      |
| ----- | ---------------------- | -------------------------- |
| 2001  | Bouncing Off The Walls | Start Static               |
| 2001  | Stuck In America       | Start Static               |
| 2002  | Pretty Girl (The Way)  | Start Static               |
| 2004  | She's The Blade        | Palm Trees and Power Lines |
| 2004  | Memory                 | Palm Trees and Power Lines |
| 2006  | Do It Alone            | Lights Out                 |
| 2006  | Los Angeles            | Lights Out                 |